# Foszfor-pentaklorid
A foszfor-pentaklorid (vagy foszfor(V)-klorid) a foszfor kloridja, +5-ös oxidációs számú foszfort tartalmaz. A képlete PCl5. A tiszta foszfor-pentaklorid színtelen. Ha bomlás miatt klórt tartalmaz, zöldes színű. Levegőn füstölög. Mérgező hatású.

## Szerkezete
Gáz halmazállapotban trigonális bipiramis alakú molekulákból épül fel. A szilárd foszfor-pentakloridban azonban autodisszociáció lép fel, benne tetraéderes felépítésű [PCl4]+ komplex kationok és oktaéderes elrendezésű [PCl6]- komplex anionok találhatók.
{\displaystyle \mathrm {2\ PCl_{5}\rightarrow [PCl_{4}]^{+}+[PCl_{6}]^{-}} }

## Kémiai tulajdonságai
Igen reakcióképes vegyület. Nedvesség hatására könnyen hidrolizál, ilyenkor először foszfor-oxi-klorid (vagy más néven foszforil-klorid) és sósav képződik.
{\displaystyle \mathrm {PCl_{5}+H_{2}O\rightleftharpoons POCl_{3}+2\ HCl} }.
Ha nagyobb mennyiségű víz van jelen, a foszforil-klorid tovább hidrolizál ortofoszforsavvá és sósavvá.
{\displaystyle \mathrm {POCl_{3}+3\ H_{2}O\rightleftharpoons H_{3}PO_{4}+3\ HCl} }
Erélyes klórozó hatása van. A savakat savkloridokká alakítja. Foszfor-pentaklorid hatására kloriddá alakul a szilícium-dioxid, az arzén-trioxid és az ón-dioxid is. Ha zárt csőben volfrám-trioxiddal hevítik, a volfrám-trioxid volfrám-hexakloriddá alakul.
{\displaystyle \mathrm {3\ PCl_{5}+WO_{3}\rightarrow WCl_{6}+3\ POCl_{3}} }
Még a nemesfémeket is megtámadja és kloriddá alakítja őket. Vízelvonó hatása is van, például bór-trioxiddá alakítja a bórsavat.
{\displaystyle \mathrm {2\ H_{3}BO_{3}+3\ PCl_{5}\rightarrow B_{2}O_{3}+6\ HCl+3\ POCl_{3}} }

## Élettani hatása
Mérgező hatású. Belélegezve köhögést okozhat. A szemben kötőhártyagyulladást, de akár vakságot is okozhat. Ha bőrre kerül égési sebeket okoz.

## Előállítása
A foszfor-pentaklorid foszfor-trikloridból képződik, ha az klórral reagál.
{\displaystyle \mathrm {PCl_{3}+Cl_{2}\rightarrow PCl_{5}} }

## Felhasználása
Klórozószerként alkalmazzák. Karbonsavakból karbonsavkloridok állíthatók elő foszfor-pentaklorid segítségével.
{\displaystyle \mathrm {R{-}COOH+PCl_{5}\rightarrow HCl+POCl_{3}+R{-}CO{-}Cl} }